# William Cecil, I barone Burghley
William Cecil, I barone Burghley (Bourne, 13 settembre 1520 – Londra, 4 agosto 1598), è stato un politico e nobile inglese, primo consigliere della regina Elisabetta I d'Inghilterra, per due volte Segretario di Stato (1550-1553 e 1558-1572) e Lord custode del sigillo privato (1571-1572 e 1590-1598); fu anche Lord gran tesoriere (1572-1598).

## Biografia

### Infanzia
Cecil nacque a Bourne nel Lincolnshire nel 1521, figlio di Richard Cecil, proprietario di Burghley House (presso Stamford, Lincolnshire), e di sua moglie, Jane Heckington.
Il suo albero genealogico famigliare, elaborato dallo stesso William Cecil con la collaborazione dello storico William Camden, associava la sua ascendenza al Galles e più precisamente a Walterstone, al confine con l'Herefordshire ed il Monmouthshire, riuscendo a far risalire le sue origini al capostipite Owen, vissuto all'epoca di Aroldo II d'Inghilterra. La fortuna della famiglia ebbe però inizio col nonno di William, David, il quale accordò il proprio appoggio di proprietario terriero al primo Re della dinastia dei Tudor, Enrico VII e divenne anche suo Yeoman of the Guard.
William dal canto suo, figlio unico, venne educato alla The King's School di Grantham e poi alla Stamford School. Nel maggio del 1535, all'età di quattordici anni, venne introdotto al St John's College di Cambridge, dove entrò in contatto con i maggiori educatori del suo tempo come Roger Ascham e John Cheke, acquisendo un'ottima conoscenza del greco. Egli iniziò anche una relazione amorosa con Mary, sorella di Cheke, e nel 1541 venne trasferito per volere del padre al Gray's Inn, senza aver ottenuto il diploma. Ad ogni modo, appena quattro mesi dopo, William e Mary si sposarono e l'unico figlio della coppia, Thomas, futuro conte di Exeter, nacque nel maggio del 1542, seguito dalla morte della madre nel febbraio dell'anno successivo. Tre anni più tardi, il 21 dicembre 1546, William si risposò con Mildred Cooke, che John Ascham associava a Lady Jane Grey come una delle donne più acculturate del reame d'Inghilterra e la cui sorella, Anne, divenne moglie di sir Nicholas Bacon, padre del ben più famoso Sir Francis Bacon.

### Inizio della carriera

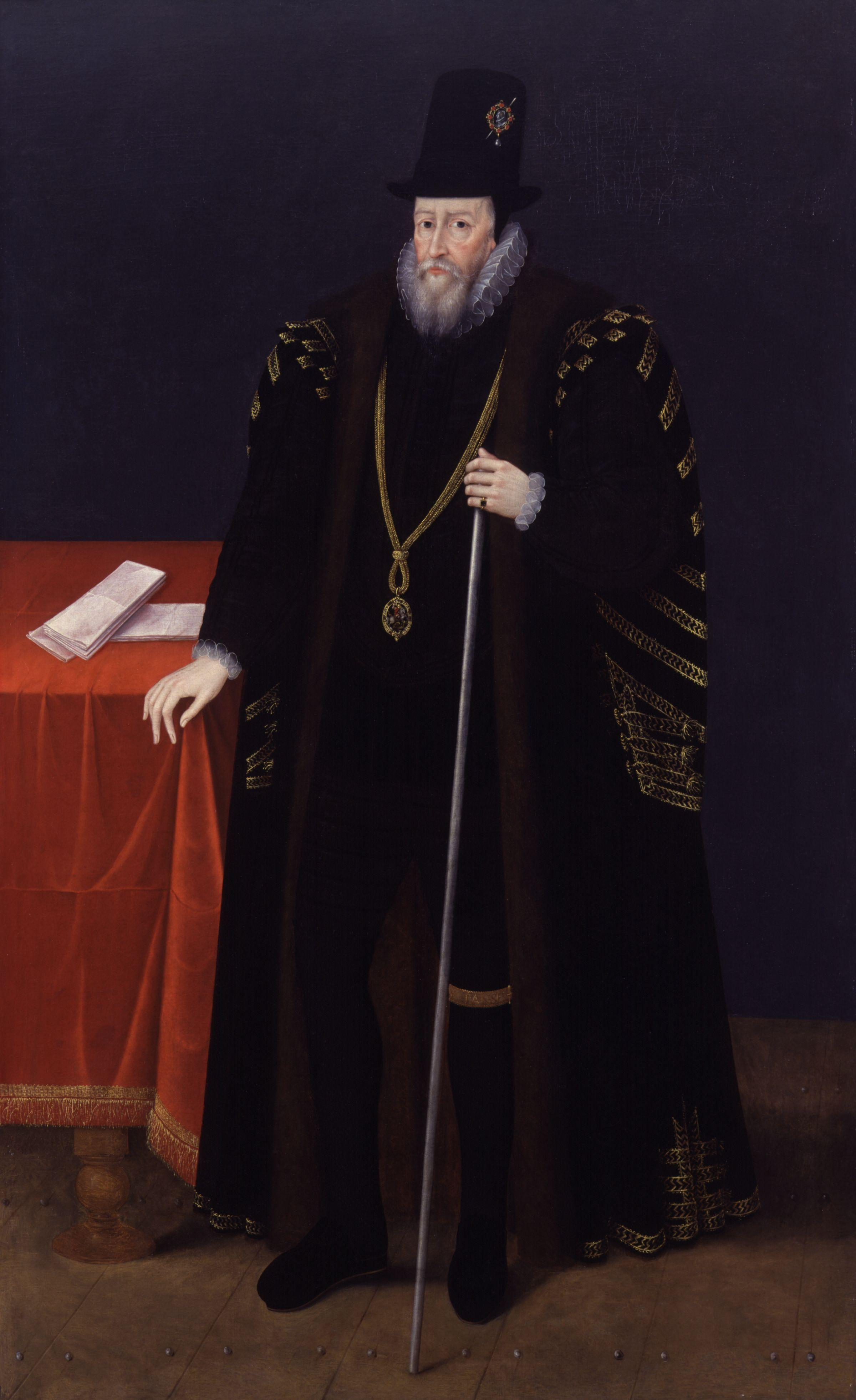
William Cecil nel 1596

William Cecil iniziò la sua carriera al servizio del duca di Somerset (fratello dell'ultima regina, Jane Seymour), che era divenuto Lord Protector durante i primi anni di regno del nipote, il giovane Edoardo VI. Cecil accompagnò il duca di Somerset nella Battaglia di Pinkie Cleugh del 1547 (parte della Guerra dei Rough Wooing). Durante questo periodo egli e lo storico William Patten iniziarono la stesura del resoconto della campagna e lo stesso Cecil contribuì generosamente con le proprie note all'opera successiva di Patten dal titolo Expedition into Scotland.
Cecil, secondo le sue note autobiografiche, iniziò la propria attività di parlamentare dal 1543 (anche se i documenti non riportano il suo nome se non nel 1547) venendo eletto nella circoscrizione di Stamford.
Nel 1548, egli viene descritto col titolo di Protector's Master of Requests, il che fa supporre che egli fosse divenuto un chierico e che si occupasse a Somerset House di registrare le lamentele dei poveri da sottoporre al Duca di Somerset in qualità di Lord Protettore, nonché quindi suo segretario privato, trovandosi quindi in serie difficoltà nell'ottobre del 1549 quando il suo datore di lavoro cadde in disgrazia, causa ch'egli perorò personalmente dalla Torre di Londra, dove entrambi erano stati rinchiusi.
Cecil riuscì ad ingraziarsi John Dudley, e dopo tre mesi venne liberato dalla Torre. Il 5 settembre 1550 Cecil venne indicato come uno dei due segretari di stato del re Edoardo VI, mentre dall'aprile del 1551 divenne cancelliere dell'Ordine della Giarrettiera. John Dudley lo accolse quale proprio segretario quando venne nominato duca di Northumberland ma tale posizione comportava dei rischi come lo stesso Cecil annotò nel suo diario con la frase latina "ex misero aulico factus liber et mei juris" ("Io venni liberato da questa miserabile giurìa").
Per proteggere il governo protestante dall'ascesa di una regina cattolica, il duca di Northumberland obbligò gli avvocati del re Edoardo a creare un documento noto col nome di Third Succession Act (My Devise for the Succession fu la definizione che ne diede lo stesso Edoardo), datato 15 giugno 1553, che bandiva sia Elisabetta che Maria, le restanti figlie di Enrico VIII, dalla successione al trono in favore di lady Jane Grey) e tale documento dovette essere anche controfirmato dallo stesso Cecil. Egli non solo siglò questo atto ma aderì alla cospirazione del 9 giugno 1553.
Anni dopo egli asserì di aver firmato unicamente l'istrumento di Edoardo perché impostogli dalla volontà regia, ma nella sua apologia alla regina Maria I d'Inghilterra non fece menzione dei restanti fatti.
Non vi è dubbio che Cecil avesse ormai capito quale direzione gli eventi stessero prendendo ed iniziò a contrastare lo schema del duca di Northumberland, ma non ebbe mai il coraggio di resistergli apertamente. Poco dopo, ad ogni modo, egli divenne uno dei più attivi cospiratori contro il duca. Egli, ad ogni modo, non ebbe parte nel divorzio di Caterina d'Aragona e nell'umiliazione di Maria durante il regno di Enrico, pur continuando a professare la fede cattolica, seguendo regolarmente la Messa e confessandosil oltre ad incontrare il cardinale Reginald Pole al suo ritorno in Inghilterra nel dicembre del 1554 e riaccompagnandolo a Calais nel maggio 1555.
Egli venne eletto al parlamento come knight of the shire per il Lincolnshire nel 1553, 1555 e 1559 e per il Northamptonshire nel 1563.
Nel dicembre del 1554 voci di corridoio diedero Cecil come il favorito successore di Sir William Petre al ruolo di Segretario di Stato, incarico che aveva perduto assieme a quello di cancelliere dell'Ordine della Giarrettiera dopo l'ascesa della regina Maria al trono. Malgrado questo, di lui la regina Maria disse essere un «...discreto e buon cattolico tra i membri del parlamento».

### Regno di Elisabetta I

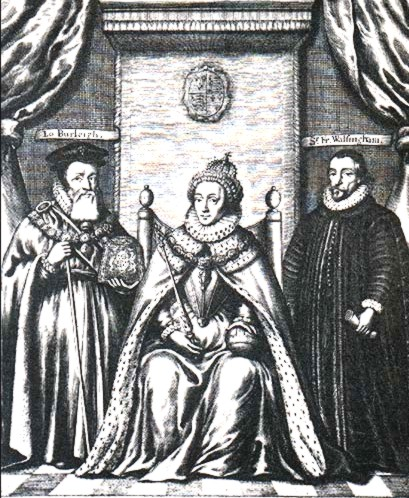
Incisione rappresentante la regina Elisabetta I d'Inghilterra, William Cecil e Sir Francis Walsingham, opera di William Faithorne, 1655

Il Duca di Northumberland impiegò Cecil nell'amministratore delle terre di proprietà dell'allora principessa Elisabetta. La nuova regina ascesa al trono lo nominò Segretario di Stato. Il suo stretto controllo sulle finanze della Corona, la sua figura guida nel Privy Council, e la creazione di un servizio di intelligence altamente efficiente, guidato da Francis Walsingham, lo rese ben presto uno dei più importanti ministri del regno di Elisabetta.

#### Politica estera
Dawson suggerisce che gli obbiettivi a lungo termine prepostisi da Cecil fossero quelli di unificare le isole britanniche sotto la fede protestante, un obbiettivo da completare con la conquista dell'Irlanda e con la creazione di un'alleanza anglo-scozzese. Con la demolizione dei confini interni, infatti, la difesa intera del paese ne sarebbe riuscita più fortificata e per tale motivo Cecil fu tra i principali propugnatori di una riforma completa e di un rinvigorimento della Royal Navy al fine di renderla uno dei punti focali della potenza inglese. Ad ogni modo le sue idee vennero presto vanificate dai fatti storici.
Pur protestante, Cecil non fu mai un purista religioso; egli soccorse gli ugonotti protestanti e olandesi giusto il necessario per tenere le loro rivolte lontane dalle coste inglesi, mantenendo perciò un certo distacco dai provvedimenti forti presi in materia dalla regina Elisabetta I. Il suo intervento in Scozia tra il 1559 ed il 1560 contribuì a mostrare la sua potenza e la sua capacità d'intervenire duramente in caso di necessità e la sua responsabilità nell'esecuzione di Maria di Scozia dette prova della sua volontà di perseguire il volere della regina d'Inghilterra.
In generale, dunque, egli era maggiormente interessato al sedare le rivolte interne inglesi, lasciando a tal proposito un complesso memoriale nel quale analizza i pro e i contro dello scontro. Egli inoltre fu tra i responsabili dell'Anglican Settlement, delle Poor Laws, e di gran parte della politica estera del regno. A tal punto l'ingerenza di Cecil fu grande durante il regno di Elisabetta, che si ritiene che egli de facto abbia governato l'Inghilterra come Segretario di Stato imponendo talvolta la propria volontà sui decreti e sulle decisioni regie, data l'assoluta fiducia che la regina aveva in lui, fatto che non faceva altro che accrescere la sua influenza.

#### Politica interna
La mano di Cecil nel Religious Settlement del 1559 fu considerevole e tale scritto coincideva di fatto con la sua visione della religione anglicana. Come gran parte della nazione, egli si formò più protestante di quanto la società non lo fosse, simpatizzante nella persecuzione dei cattolici quanto dei puritani, con poco amore per la giurisdizione ecclesiastica. 
La sua politica persecutoria nei confronti dei cattolici lo rese un personaggio ricorrente nei pamphlet scritti dai cattolici inglesi esuli dall'altra parte della Manica. In questi pamphlet, i polemisti tracciarono un ritratto molto negativo di Cecil, ritratto come un'eminenza grigia che esercitava un'influenza nefasta sulla regina. «La Regina non darà ascolto a nessuno tranne che a lui», scrisse l'informatore cattolico in esilio Richard Verstegan, «e a volte accetta addirittura di andare al suo capezzale per chiedergli consiglio.» Il miglior encomio a questa sua attività gli pervenne dalla stessa regina Elisabetta che disse di lui: «Questo è il giudizio che ho di voi, che voi non sarete corrotto da alcun regalo e che voi sarete fedele allo stato».

#### In Parlamento

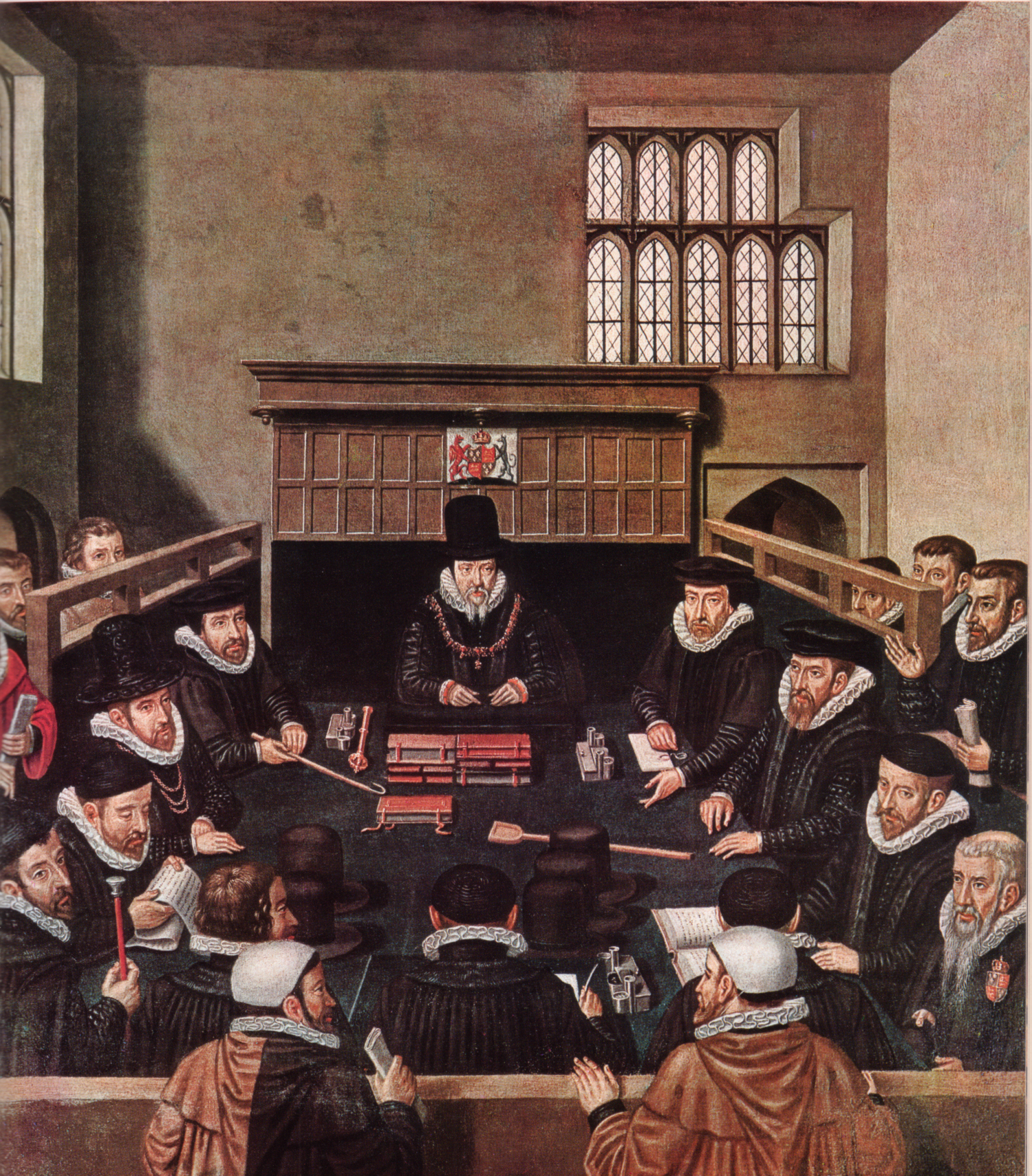
Cecil mentre presiede la Court of Wards

Egli rappresentò il Lincolnshire al parlamento dal 1555 al 1559, ed il Northamptonshire nel 1563, anno in cui prese parte attiva ai procedimenti della Camera dei Comuni sino alla sua elevazione alla parìa; alcuni ritengono che dal 1563 sia anche divenuto Speaker della camera dei comuni ma non vi sono prove a carico di tale teoria. Nel gennaio 1561 egli ottenne il lucrativo incarico di presidente della Court of Wards and Liveries, succedendo a sir Thomas Parry. Come presidente della Court of Wards, William Cecil supervisionava la crescita e l'educazione dei figli della ricca aristocrazia, che fossero rimasti orfani prima di aver raggiunto la maggior età. Tra questi Edward de Vere, XVII conte di Oxford, Henry Wriothesley, III conte di Southampton e Roger Manners, V conte di Rutland.
Nel febbraio del 1559 venne eletto cancelliere dell'Università di Cambridge in successione al cardinale Pole ed ottenne il diploma di Master of Arts presso il medesimo ateneo in occasione della visita della regina Elisabetta nel 1564 e lo stesso titolo lo ottenne anche a Oxford in un'occasione simile nel 1566. Egli fu il primo cancelliere del Trinity College di Dublino dal 1592 al 1598.
Il 25 febbraio 1571 la regina Elisabetta I conferì a William Cecil il titolo di Barone Burghley, continuando a mantenere il proprio incarico di Segretario di Stato. Nel 1572 Burghley privatamente ammonì la regina per la sua «...dubbia condotta con la regina degli scozzesi» e rivolse forti attacchi su quanto egli riteneva di sbagliato stesse commettendo Elisabetta da monarca. Secondo la sua visione dei fatti, Maria doveva essere decapitata in quanto la sua stessa presenza in vita era causa di avversità con i cattolici, con la Spagna e col Papa, soprattutto dopo che quest'ultimo ebbe scomunicato Elisabetta nel 1570 ed ebbe inviato gruppi di gesuiti a preparare i cattolici scozzesi. Tale fu l'influenza di Cecil sulla coscienza di Elisabetta, che ella siglò di suo pugno l'atto di esecuzione di Maria che ebbe luogo nel 1587.

#### Tesoriere

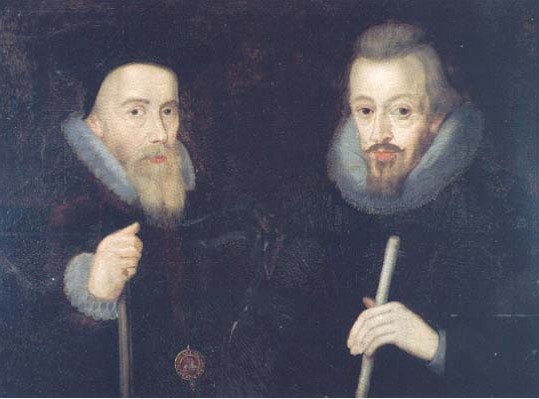
William, all'epoca Lord High Treasurer, col figlio Robert Cecil, I conte di Salisbury

Nel 1572, Lord Winchester, che già era stato Lord High Treasurer sotto il regno di Edoardo, Maria ed Elisabetta, morì. Il suo incarico vacante venne offerto a Robert Dudley, I conte di Leicester, il quale però declinò l'offerta e propose Lord Burghley per la sua più grande "conoscenza e capacità".

### Residenze di Burghley e Theobalds

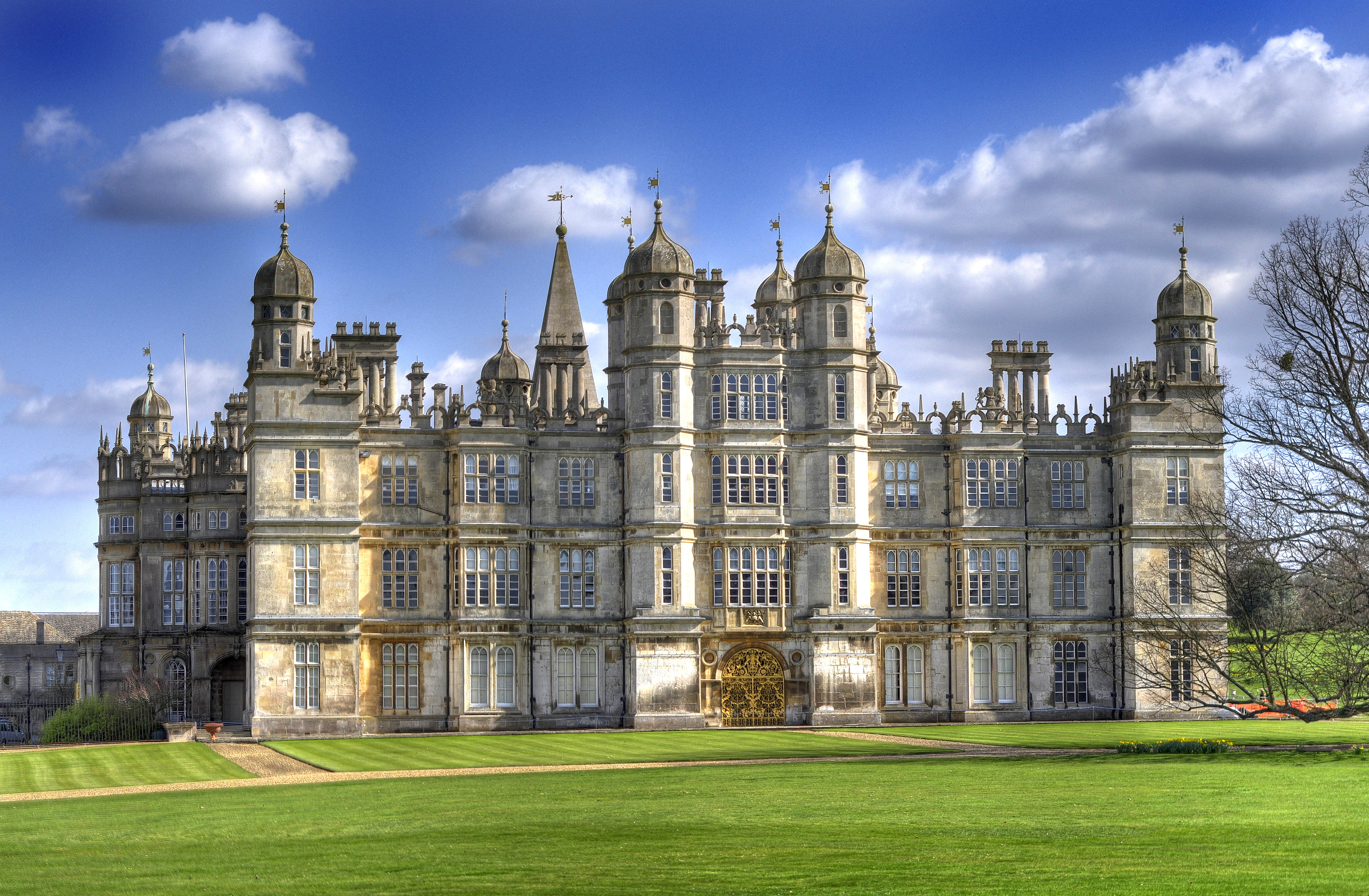
Burghley House.

Burghley House, nel villaggio di Stamford nel Lincolnshire, venne costruita per William Cecil tra il 1555 ed il 1587 e modellata sullo schema di Richmond Palace.

La casa fu poi residenza di tutti i suoi discendenti, i Conti e Marchesi di Exeter ed essa rappresenta ancora oggi uno dei più tipici esempi di architettura elisabettiana del XVI secolo.
Cecil fece costruire anche Theobalds House, appena fuori Londra, tra il 1564 ed il 1585, residenza che venne visitata dalla regina Elisabetta I per ben otto volte tra il 1572 ed il 1596.

### Morte

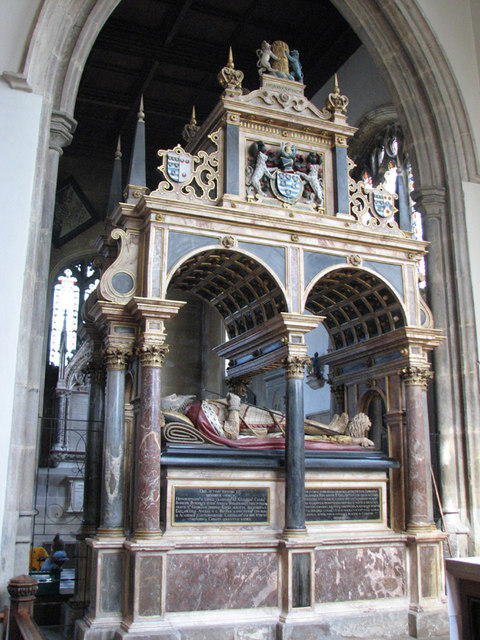
Tomba di Lord Burghley nella chiesa di St Martin, Stamford

Lord Burghley ebbe un infarto nel 1592 e venne sostituito nella vita pubblica da suo figlio Robert, unico erede sopravvissutogli avuto dalla seconda moglie che era pronto già a succedergli come consigliere della regina. Sopravvissuto a quasi tutti i suoi figli, lord Burghley morì nella sua residenza londinese di Cecil House il 4 agosto 1598 e venne poi sepolto nella chiesa di St Martin a Stamford.

## Letteratura
William Cecil compare come personaggio nell'ultimo capitolo della trilogia di Ken Follett "La Colonna di Fuoco", romanzo del 2017.

## Al Cinema
- The Virgin Queen (1923)
- La caméra explore le temps: Le meurtre de Henry Darnley ou La double passion de Marie Stuart (1962) Film TV
- Elisabetta Regina (1971) Miniserie TV
- Maria Stuarda, regina di Scozia (Mary, Queen of Scots) (1972)
- Roberto Devereux (1975) Film TV
- Maria Stuarda (Mary Stuart) (1982) Film TV
- Roberto Devereux (1997) Film TV
- Elizabeth (Elizabeth) (1998)
- Elizabeth (2000) Film TV
- Maria Stuarda (2002)
- Elizabeth I (Elizabeth I) (2005) Miniserie TV
- The Virgin Queen (2005) Miniserie TV
- Anonymous (2011)